# ISO 3166-2:VE
ISO 3166-2:VE is een ISO-standaard met betrekking tot de zogenaamde geocodes. Het is een subset van de ISO 3166-2 tabel, die specifiek betrekking heeft op Venezuela.
De gegevens werden tot op 27 november 2015 geüpdatet op het ISO Online Browsing Platform (OBP). Hier worden 23 staten - state (en) / État (fr) / estado (es) –, 1 federale dependentie - federal dependency (en) / dépendance fédérale (fr) / dependencia federal (es) – en 1 hoofdstedelijk district - capital district (en) / district de la capitale (fr) / distrito capital (es) - gedefinieerd.
Volgens de eerste set, ISO 3166-1, staat VE voor Venezuela, het tweede gedeelte is een code van één letter.

## Codes
| Code | Naam                   | Categorie               |
| ---- | ---------------------- | ----------------------- |
| VE-Z | Amazonas               | staat                   |
| VE-B | Anzoátegui             | staat                   |
| VE-C | Apure                  | staat                   |
| VE-D | Aragua                 | staat                   |
| VE-E | Barinas                | staat                   |
| VE-F | Bolívar                | staat                   |
| VE-G | Carabobo               | staat                   |
| VE-H | Cojedes                | staat                   |
| VE-Y | Delta Amacuro          | staat                   |
| VE-W | Dependencias Federales | federale dependentie    |
| VE-A | Distrito Capital       | hoofdstedelijk district |
| VE-I | Falcón                 | staat                   |
| VE-J | Guárico                | staat                   |
| VE-K | Lara                   | staat                   |
| VE-L | Mérida                 | staat                   |
| VE-M | Miranda                | staat                   |
| VE-N | Monagas                | staat                   |
| VE-O | Nueva Esparta          | staat                   |
| VE-P | Portuguesa             | staat                   |
| VE-R | Sucre                  | staat                   |
| VE-S | Táchira                | staat                   |
| VE-T | Trujillo               | staat                   |
| VE-X | Vargas                 | staat                   |
| VE-U | Yaracuy                | staat                   |
| VE-V | Zulia                  | staat                   |